# Zomervaart

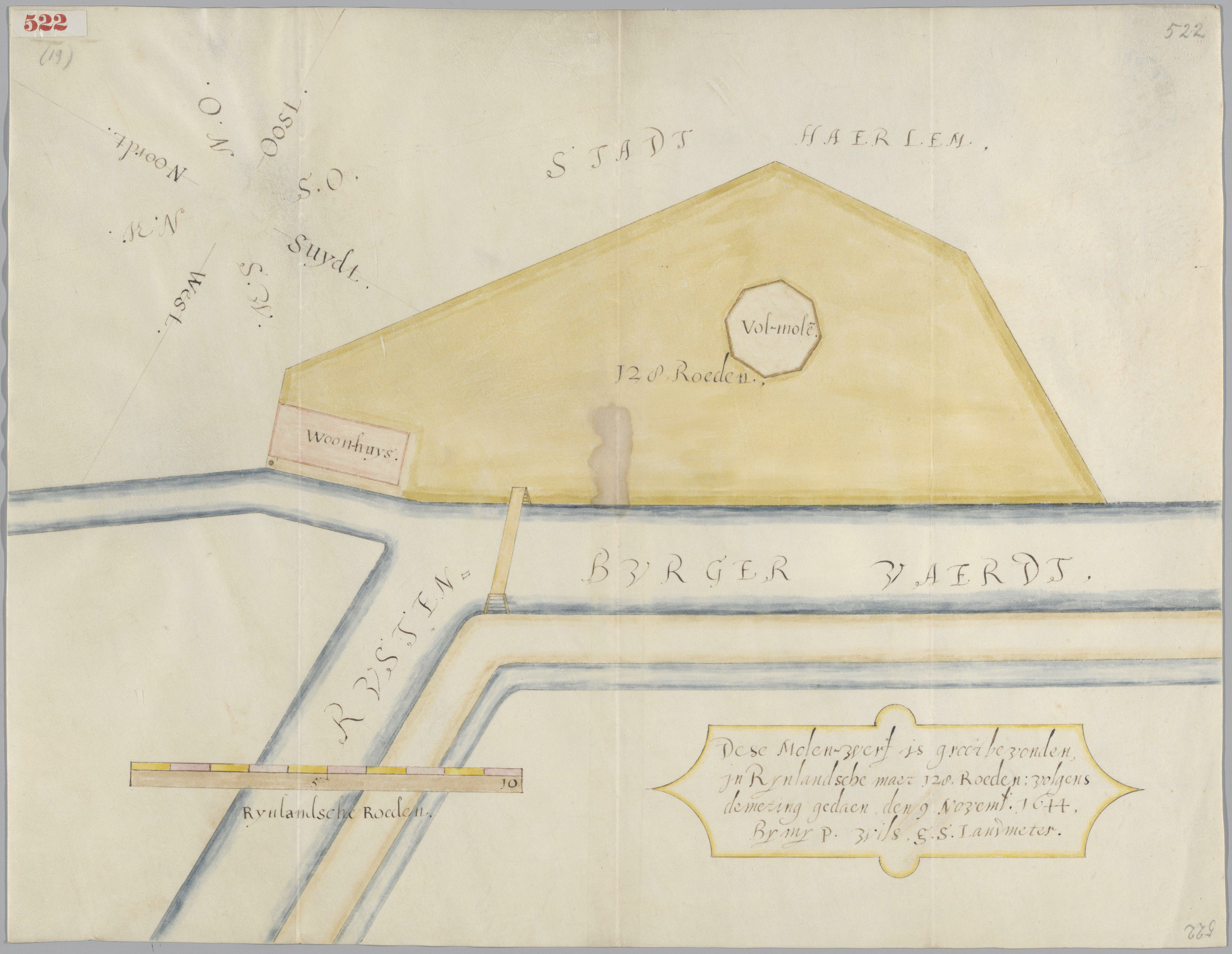
Kaart van de Volmolen met werf, gelegen aan de Rustenburgervaart

De Zomervaart is een vaart in de Nederlandse gemeente Haarlem. De vaart is omstreeks het jaar 1250 aangelegd als de Rustenburgervaart en verbond samen met de Fuikvaart het Spieringermeer, dat later onderdeel werd van de Haarlemmermeer, met het Spaarne. De vaart diende als afwatering en vervoersweg tussen de twee waterlichamen. De vaart was vernoemd naar de Rustenburgerschans die in de buurt van de vaart lag.

## Geschiedenis
De vaart begint bij het Spaarne op de hoek met de Schalkwijkerstraat; hier wordt de vaart overspannen door de Zuiderbrug. Op deze hoek stonden lange tijd de loodsen van scheepswerf - en later houthandel - Peltenburg. Omstreeks 1900 groeide ten zuiden van de Zomervaart een woonbuurt. Van oorsprong lagen hier veel scheepshellingen langs het water. Deze scheepshellingen verdwenen langzamerhand door de bouw van de woonbuurten. In 1970 verdween de laatste scheepshelling van Peltenburg en rond 2000 werden de loodsen van Peltenburg afgebroken en vervangen door nieuwbouwwoningen.
Er liggen een aantal historische boerderijen langs de Zomervaart die getuigen van historische agrarische nijverheid in de Roomolenpolder. Tevens stonden langs de Zomer- en Fuikvaart veel molens zoals: de Olymolen, Volmolen, Het Kalf en de Roomolen (Rode molen, 1775 afgebrand). De nieuwe Roomolen werd in 1925 afgebroken en bemaalde de Roomolenpolder ten zuiden van de Zomervaart.
Halverwege de Zomervaart ligt de Nagtzaambrug - gebouwd omstreeks 1920 toen de stadsuitbreiding dit punt bereikte - die de Slachthuiswijk met de Oude Amsterdamsebuurten verbindt. Net na deze brug langs de Zomerkade ligt de in 1926/27 gebouwde Oosterkerk.

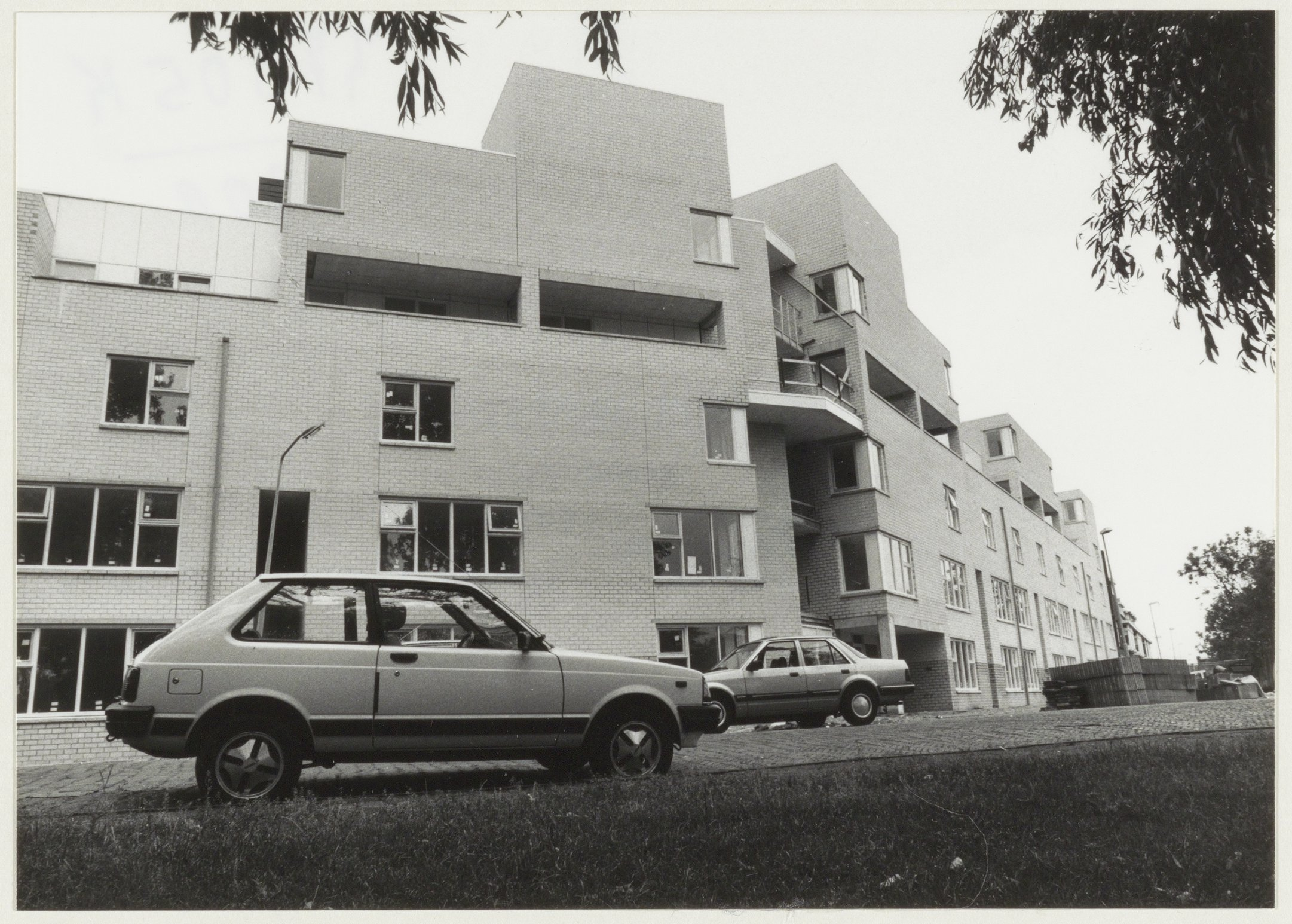
37 nieuwe woningen aan de Zomervaart op de plek waar voorheen de Aeneas Mackayschool stond.

In 1985 is de Aeneas Mackayschool, die aan Zomervaart 170 stond, gesloopt. Ze was een school voor christelijk lager onderwijs. Op de plaats van de school is een appartementengebouw gerealiseerd.